# TV3 (Estland)
TV3 ist ein estnischer Fernsehsender.TV3 war zunächst im Besitz der Modern Times Group. 2017 verkaufte MTG die baltischen Sender der TV3 Group (und damit auch TV3 Estland) an die Investmentgesellschaft Providence Equity Partners.

## Geschichte
TV3 hatte lange Zeit bessere Einschaltquoten als der Privatsender Kanal 2. Dies blieb jedoch nicht so, als dieser sein Programm 2006 grundlegend änderte. Viele Sendungen hatten Probleme damit, genug Zuschauer zu bekommen. Im selben Jahr verließ der damalige Direktor des Senders Jüri Pihel TV3.
Im Jahr 2009 änderten alle baltischen TV3-Programme ihr Logo. Die Nachrichtensendung Seitsmesed uudised (Nachrichten um 7) wurde eingestellt und durch die neue Sendung TV3 uudised (TV3 Nachrichten), welche dasselbe Format wie die lettischen und litauischen Nachrichtensendungen hatte, ersetzt.
Im Januar 2011 wurde der finnische Journalist und Produzent Mikko Silvennoinen zum neuen Direktor von TV3 ernannt. Im darauffolgenden Februar wurde das Format der Nachrichtenprogramme nochmals geändert, sodass Seitsmesed uudised wieder gesendet wurde.

## Programm

### Eigenproduktionen
TV3 sendet Eigenproduktionen wie die Castingshow Eesti otsib superstaari, die Talkshow Kolmeraudne, die Drama-Serie Elu keset linna oder die Sitcom Ment.

### Fremdproduktionen
Der größte Teil des Programms besteht aber aus Fremdproduktionen aus den Vereinigten Staaten, wie etwa Bones – Die Knochenjägerin, CSI: Miami, Glee oder Under the Dome.